# Соларни импулс
Соларни импулс је први експериментални пилотирани авион са соларним погоном. Извршни погонски склоп је електро-мотор са елисом. Летелица је намењена да се с њом оствари непрекидни лет дању и ноћу, без горива и загађивања средине. Може да непрекидно лети и да облети куглу Земаљску, с тим да ноћу користи акумулирану електричну енергију у батеријама, које се пуне у току дана из соларног система. Развој летелице Соларни импулс, почео је 2003. године, захваљујући двојици пилота, Бертранду Пикарду и Андреу Боршхбергу (фр. Bertrand Piccard et André Borschberg).
Први прототип је двосед, а назива се Солар импулс 1 (HB-SIА), пројектован је са захтевом да временски остане у ваздуху, без слетања, до 36 часова. Ова летелица је обавила свој први пробни лет у децембру 2009. године. У јулу 2010. године, облетео је читаву дневну сунчеву обданицу, укључујући скоро девет сати ноћног летења, у оквиру укупних 26. Пикард и Боршхберг су успешно реализовали летове из Швајцарске до Шпаније, а затим до Марока у току 2012. години, а затим вишефазним летом преко САД у 2013. години.
Други прототип је једносед, а назива се Солар импулс 2 (HB-SIB). Он је са више соларних ћелија и снажнијим електро-моторима, а и са другим је побољшањима. Направио је први пробни лет у ваздухопловној бази Пајерне, 2. јуна 2014. године, што је био његов први корак у дугом процесу припрема, пред одлазак на лет око Земљине кугле. У марту 2015. године, Пикард и Боршхберг су започели лет око света овом летелицом, полазећи из Абу Дабија у Уједињеним Арапским Емиратима. Планирано је да се HB-SIB врати у Абу Даби у августу 2015. године, по завршетку тога маратонског пута и историјског подухвата. До 1. јуна 2015. године, авион је прелетео Азију и слетео у Нагоји, у Јапану. Из Нагоје је полетео 28. јуна, на Хаваје. Током ове деонице лета батерије су претрпеле термално оштећење, за чију је поправку требало око месец дана. Авион је у априлу наставио и стигао до Калифорније, а затим је наставио преко САД и у јуну стигао до Њујорка. Крајем истог месеца посада је успешно прелетела Атлантски океан и слетела у Севиљу. Следећа станица био је Каиро, пре него што се 26. јула летелица вратила у Абу Даби. Лет је укупно трајао 16 месеци током којих је преваљено преко 42.000 km. Тиме је Соларни импулс 2 постала прва летелица искључиво погоњена соларним панелима која је облетела свет.
Дан пре очекиваног слетања летелице Соларни импулс 2 (HB-SIA), пилот Андре Боршхберг је оборио све рекорде за временску дужину самосталног лета, без замене.

## Хронологија догађаја у реализацији
- Идеју о пројекту Соларног импулса изнео је Бертранд Пикард, 1999. године.
- Студију изводљивости програма је презентирао Андре Боршхберг, 2003. године. Изјавивши да је тај програм велики изазов.
- Концепција се развијала у периоду од 2004. до 2005. године.
- Симулација лета са великим долетом и на дугачким линијама, 2006. године.
- Пројектовање и израда прототипа (HB-SIA), реализовано је од 2006. до 2009. године.
- Промоција програма и прототипа је било 26. јуна 2009. године. Пробни лет је реализован 7. априла 2010. године, у 10 часова и 27 минута, на војном аеродрому у Пајерну, у трајању од 87 минута.[4]
- У току 7 и 8. јула 2010. године, реализован је лет у трајању од 26 часова и 9 минута (укључујући и ноћ). Тада је постигнута просечна брзина од 42,6 km/h и висина од 8.534 .[4][14]
- Испитивање у лету су вршена у периоду 2009—2011. године.
- Први међународни лет прототипа HB-SIA, направљен је 13. маја 2011. године, између војног аеродрома у Паиерне (Швајцарска) и Бруселс(Белгија). Дужина прелета је била 630 km, у трајању од 13 часова, са просечном брзином од око 50 km/h и на висини од око 3.700 m.[15]
- Учествовао је на међународној изложби авиона на аеродрому Бурже – Париз 14. јун 2011. године, пошто су претходно напуњене батерије са белгијском индустријском снагом.
- Даља испитивања у лету по Европи и Северној Африци у 7 етапа, вршена су 2011–2012. године.
- Планирана је изградња другог прототипа у периоду од 2010. до 2011. године.
- Изградња другог прототипа HB-SIB је реализована у периоду 2011—2013. године.
- Прелет преко Атлантика у 2013. години.[1][16][17]
- Пилот Бертран Пикар завршава прву фазу мисије широм Америке 3. маја 2013. године, летом од осамнаест сати од Сан Франциска до Феникса.
- Соларни импулс 1 (HB-SIA) обавља последњи корак широм САД са запада на исток, Вашингтон - Њујорк, 6. јул 2013. Ово је последњи лет из Соларни импулс (HB-SIA), после тога је повучен из употребе, расклопљен је и враћен авио транспортом у Швајцарску. Соларни импулс (HB-SIA) је направио преко 400 сати лета.
- Пилот летелице Соларног импулса, пао је 8. децембра 2013. године, са својом хеликоптером у Швајцарској, остао је неповређен.
- Први авион Соларни импулс 2 (HB-SIA) је продат 2014. године, Музеј науке у Паризу у 2014. ће бити његова коначна дестинација. 8. фебруар 2014.: Соларни импулс 2 (HB-SIB) је транспортован камионом у деловима до аеродрома Пајерне, 9. априла 2015. године.
- Други прототип Соларни импулс 2 (HB-SIB), направио је први пробни лет у авио бази Пајерне, 2. јуна 2014. године, после изградње у року од пет месеци у дванаест фаза.[9][10]
- Соларни импулс 2 (HB-SIB) је до 1. јуна 2015. године, завршио лет око света.[7]

## Визија
Вишеструки су ефекти реализације програма Соларног импулса и то од резултата научних мултидисциплинарних истраживања, па до користи од ширег анимирања за предузимање интензивнијих напора у коришћењу алтернативних извора енергије и очувања природе. На Земљу се емитује енергија еквивалента снаге од 1.000 W/m², сунчеве светлости. У току једне обданице од 24 сата, просечно то простирање сунчеве енергија је од 250 W/m². Са 200 m² фото–напонских ћелија и ефикасности трансформације од 12%, добија се погонска енергија од 6 kW.
Велики технолошки изазов је да се детаљније изучавају и зауставе климатске промене, да се направи индустријска иновација и постигну нови спортски ваздухопловни рекорди. У томе смислу, овај програм симболизује посебан вид акције, у борби да се смањи емисија штетних гасова кроз коришћење обновљивих извора енергије. Са програмом Соларни импулс, коришћена су постојећа решења и стварају се нова, рационалнија. Дакле, то је кампања за побољшање енергетске ефикасности, на пример, постигнуто је технолошко побољшање фото–напонских ћелија на бази дневног светла.

## Изазов
Програм Соларног импулса је револуционарни концепт, који ће померити границе познавања материјала, енергије и управљање у сегменту везе човек - машина. На скали несразмерности масе и аеродинамичког квалитета, Соларни импулс представља јединствену летелицу у ваздухопловству. Веома је способан, упркос своје мале масе, а и веома је отпоран на оптерећења.
За градњу његове структуре користе се најнапредније технологије, што стимулише научна истраживања у области композитних материјала и метода производње. Такође доприноси развоју принципа за обнављање и складиштење алтернативне енергије. Ови резултати се могу користити како у изградњи авиона, тако и у многим другим апликацијама корисним за човечанство.
Соларни импулс није први авион са погоном помоћу соларне енергије, али до сада ни са једним, од његових претходника, није се успело да се са пилотом лети и целу ноћ. Такође летење авиона без аутопилота захтева опрезност и већу умешност. Авион Соларни импулс не сме правити већи нагиб на крило од 5°, због веома великог његовог размаха. Ако ово пилот не би успео да контролише и да заустави нагињање летелице на крило, ситуација би била критична. Да би се постигло да овакав авион полети и лети самостално дању и ноћу, са искључивим погоном са соларном енергијом, без горива које загађује околину, морају се примењене технологије строго држати у својим апсолутним ограничењима.
|  |  |

Идејно графичко и физичко моделирање концепције решења за Соларни импулс.

## Прототипски развој

### Прототип 1 (HB-SIА)
Први прототип (HB-SIА) авиона Соларни импулс, реализован је масе од 1.600 kg, распона крила од 64 метра и без одржавања притиска у кабини. Имао је за циљ да се докаже постављена хипотеза, да се потврди избор технологија, концепција конструкције и функција целог процеса. Соларни панели, за погон електромотора са елисама, део су погонског ланца Соларног импулса, оптимизираног за најрационалније могуће обнављање енергије. Соларни импулс, пројектован је за поуздан лет у суровим условима за пилота и материјале свих делова авиона, при лету на великим надморским висинама и при великим ограничењима величине масе за скромну расположиву снагу погона. Први пут је представљен 26. јуна 2009. године, у швајцарском одмаралишту Дубендорф.
Након што је испитан на земљи, први прави пробни лет („скок“), реализован је 3. децембра са кратким дужином од свега 350 m, са пилотом Маркусом Шердером. Та кратка фаза лета је доказала да је летелица спремна за детаљна летна испитивања.
Пробни лет је реализован 7. априла 2010. године, у 10 часова и 27 минута, на војном аеродрому у Пајерну, у трајању од 87 минута. У току 7 и 8. јула 2010. године, реализован је лет у трајању од 26 часова и 9 минута (укључујући и ноћ). Тада је постигнута просечна брзина од 42,6 km/h и висина од 8.534 m. Након тих резултата настављена су испитивања по програму. На „филму”. Архивирано из оригинала 06. 05. 2013. г., илустрован је изведени лет, у трајању цео дан и ноћ.
Соларни импулс HB-SIА је завршио свој трансконтинентални лет преко Сједињених Америчких Држава, када је џиновски авион слетео на аеродром Џон Ф. Кенеди, пре планираног времена пред поноћ 7. јули 2013. године, због великог оштећења доњаке левог крила, у дужини од 2,5 метра.
Швајцарски пилоти Андреа Борчберг и Бертран Пикар, заједно су реализовали овај лет. Њих двојица су се смењивали, док су летели преко континента с овим специфичним авионом.

#### Међународни летови за Белгију и Француску
Соларни импулс 1 је слетео на аеродром у Бриселу, 13. маја 2011. године у 21:30 по локалном времену, након завршетка 13-часовног лета из своје матичне базе у Швајцарској. То је био први међународни лет летелице Соларног импулса 1, летео се одвијао на просечној надморској висини од 1.800 m у дужини од 630 km, са просечном брзином од 50 km/h. Мала брзина крстарења авиона је неопходна на средњој висини лета, што омогућавало авионима комерцијалног ваздушног саобраћаја да се брже усмере да га обилазе. Авионом је пилотирао Андреу Боршхберг. Други суоснивач пројекта, Бертранд Пикард, изјавио је након слетања:
| „ | Наш је циљ да створимо револуцију у главама људи ... да промовишу соларну енергију - не искључиву револуцију у авијацији | ” |

Други међународни лет на Париску изложбу ваздухопловства, покушан је 12. јуна 2011. године, али се авион вратио у Брисел, због неповољних временских услова. У другом покушају 14. јуна, Андреу Боршхберг је успешно слетео на аеродром Ле Бурже код Париза, након 16 сати лета.

#### Први интерконтинентални лет (2012)
Соларни импулс 1 је 5. јуна 2012. године, успешно завршио свој први интерконтинентални лет, у трајању од 19 часова од Мадрида, Шпанија, до Рабата, Мароко. Током првог лета на релацији Швајцарска, Мадрид, авион је постигао још неколико резултата значајних за соларни лет, укључујући и највеће растојање унапред одређено курсом од 1.116 km.
Соларни импулс HB-SIА је завршио свој трансконтинентални лет преко Сједињених Америчких Држава, када је џиновски авион слетео на аеродром Џон Ф. Кенеди, пре планираног времена пред поноћ 7. јули 2013. године, због великог оштећења доњаке левог крила, у дужини од 2,5 метра. То оштећење је брзо санирано и програм летења је настављен. Швајцарски пилоти Андреа Борчберг и Бертран Пикар, заједно су реализовали овај лет. Њих двојица су се смењивали, док су летели преко континента с овим специфичним авионом.
Унакрсно путовање HB-SIА по простору Америке почело је 3. маја 2013. године, летом из Мофет Фиелда у Моунтани, Калифорнија, на интернационални аеродром у Аризони. Направљени је већи број летова између америчких градова, а коначно је слетео на аеродром Џон Ф. Кенеди, 7. јула. Сви летови су трајали између 19 и 25 часова.
Након првог дела турнеје по Америци, слетањем у Фениксу, авион је завршио другу фазу свога путовања 23. маја, слетањем у Даласу. Овај лет, који је обухватио 1.541 km, оборио је неколико нових светских рекорда на даљину у соларној авијацији. Соларни импулс HB-SIА је слетео у Сент Луису у Мисурију, 4. јуна. Затим је продужио за Вашингтон 14. јуна, са заустављањем у току ноћи у Синсинатију, Охајо, ради замене пилота и избегавања јаког ветра. У Вашингтон је слетео 16. јуна, где се задржао одређено дуже време, а 6. јула 2013. године. Соларни импулс HB-SIА је заврши своју планирану мисију слетањем на аеродром Џон Ф. Кенеди, пре планираног времена пред поноћ 7. јула 2013. године, због великог оштећења доњаке левог полукрила, у дужини од 2,5 метра. Смештен је хангар на јавни увид након слетања. У августу 2013. године, је демонтиран и транспортован у ваздухопловну базу у Дубендорфу, којој је ускладиштен у хангару.

### Прототип 2 (HB-SIB)
Планирано је да се у 2011. години, заврши развој изградња другог прототипа (HB-SIB), са херметичном кабином прилагођеном једном пилоту за дуготрајан непрекидан интерконтинентални, чак и преко Атлантског океана.
Соларни импулс 2 (HB-SIB) је после завршетка производње транспортован камионом у деловима до аеродрома Пајерне, 9. априла 2014. године. Направио је први пробни лет са пробним пилотом Маркусом Шределом, у авио бази Пајерне, 2. јуна 2014. године, без већих кашњења, планом је то требало да се реализује 2013. ЛЕТ
Авион Соларни импулс 2 (HB-SIB) је испунио очекивања. Он је летео без слабости, без икаквог квара или проблема на својој промоцији. Погоњен соларном енергијом летео је два часа и петнаест минута. То је корак ближе према планираном циљу, да се облети свет у марту 2015. године.
Планирано је да прототип Соларни импулс 2 (HB-SIB), при испитивању у лету, покаже да је у стању да непрекидно лети дуже од 120 часова, односно укупно 5 дана и 5 ноћи. За то време је могуће прелетети Пацифик или Атлантик. Јер његова брзина је ограничена ноћу, пошто не може прећи брзину од 46 km/h, због штедње ноћу акумулиране енергије током дана. У току ноћи, не смеју остати потпуно празне литијумске батерије.
За потребе физичких ограничења једног пилота, кабина је продужена у односу на први прототип. Виртуелна кабина је такође развијена, која се састоји од електронског надзора и приправности, повезано са базом Пајерна.
Програм испитивања у лету преко Швајцарске, пре полетања на светску турнеју, у марту 2015. године, са више стајалишта. У току те мисије, планирано је пет заустављања, за замену пилота и за медијске интервјуе и снимке о овој авантури за светску јавност, у шта су укључени политичари и научници. Свака етапа лета траје 3 до 4 дана, што се сматра за максималну подношљивост за једног пилота. Почело је из региона залива преко Бурме, Индије, Кине, Пацифика, САД, јужне Европе и Северне Африке, и на крају до почетне тачке поласка око света.
За разлику од прототипа 1, којим су управљали швајцарски конструктори и пилоти Бертран Пикар и Андре Боршберг, кабина овог другог прототипа обезбеђује простор само за једног пилота.

## Опис летелицеСоларни импулс 2 (HB-SIB)
Соларни импулс 2 (HB-SIB) има распон крила 72 метра, већи од највећег светског путничког авиона, Аирбуса А380, али за разлику од његове масе од 500 тона, композитни Соларни импулс 2 (HB-SIB) има само 2,3 тоне, нешто више од просечног аутомобила. Поседује већу кабину, под притиском и напредну опрему, укључујући и аутопилот, што омогућава дуже дневне трансконтиненталне и трансокеанске летове. Додатни кисеоник и разни други системи подршке животне средине омогућавају пилоту крстарење до надморске висине и од 12.000 метара.

Структура змаја Соларног импулса 2, направљена је од композитних материјала (карбонских и фибер влакана, саћастих сендвича и композитне оплате). Доњака крила, пресвучена је еластичном фолијом, а горњака крила, трупа и хоризонталног репа, састоји се од прекривке, направљене од соларних ћелија. На горњој страни крила, трупа и хоризонталног стабилизатора прототипа 2 (HB-SIB) распоређено је 17.248 соларних ћелија, које преко дана пуне литијумске батерије, а оне потом напајају погонске електро моторе током ноћи. Летелицу погоне четири електро-мотора, с чиме се постиже брзина од 140 km/h. У циљу уштеде енергије, авион дању пење на висину до 8.500 m, а ноћу се спушта на 1.500 m.
На крилима, интегрисане су четири моторске гондоле, у свакој је уграђен електро–мотор развијен у компанији Етел, 70 батерија–акумулатора, систем за управљање са процесом пуњења и пражњења и регулације температуре. Пројектована је изолација, тако да задржи топлоту батерија и обезбеди њихово функционисање, упркос ниским температурама и од -40 °C, на висини лета до 8.500 m. Сваки мотор има максималну излазну снагу од 13 kW. Двокрака елиса је пречника од 3,5 m, обрће се брзином од 200-400 обртаја у минути.

### Оперативна историја летелицеСоларни импулс 2 (HB-SIB)
Солар импулсе 2 је први пут јавно приказан на 9. априла 2014. године. Његов први лет одржан је 2. јуна 2014. године, којим је пилотирао Маркус Шердел. При томе лету брзина слетања је била око 43 km/h, a попео се на висину лета од 5.500 m, а максималну висину плафон је постигао 28. октобра 2014. године.

### Летом, обилажење око света (2015. и 2016)
Соларни импулс 2 у марту 2015. године, достављен је компанији за обнављање енергије Масдар у Абу Дабију. Почео је летом обилажење око света, 9. марта 2015. године. Предвиђено је да се врати на место поласка у августу 2015. године, а контролни центар целе мисије за обилазак света прелетом, основан је у Монаку, користећи сателитске везе за непрекидне контакте у реалном времену.
Летелица тренутно кружи у северној хемисфери света; најближи ће бити екватору приликом прелета Хонолулула. где је планиран одмор и смењивање пилота Боршхберга и Пикарда, чекајући одговарајуће временске услове за полијетање и слетање на планираној траси. За већину свог времена у ваздуху, Соларни импулс 2 крстари на режимима између 50 и 100 km/h, обично спорије на крају ноћног лета, како би рационалисао остатак електро-енергије у батеријама. Прелази Пацифика и Атлантика океана су најдуже деонице лета, а очекује се да ће трајати око пет дана, у дужини од 8.500 km.
Соларни импулс 2 је прелетео Азију, 31. маја 2015. године, на почетку је свога пута преко Тихог океана. Међутим, погоршање времена га је непланирано приморало да слети 1. јуна у Нагоји, у Јапану, где чека повољно време да настави на пут на Хаваје. Андреу Боршхберг је 1. јула 2015. године, оборио рекорд за самостални лет, као и рекорд за најдуже трајање лета на даљину са људском посадом соларног авиона. Авион Соларни импулс 2 је стигао на Хаваје 3. јула, са постављеним рекордима за најдужи соларне лет на свету, временски и по удаљености, као и најдужи самостални лет, без досипања горива.
Направљене су нове батерије и инсталиране у летелицу. Пробни летови су почели у фебруару 2016. године, у циљу припреме за наставак прелета преко северне хемисфере, у вишедневном непрекидном летењу соларним погоном. Повољно време, у априлу 2016. године, обезбеђивало је да авион може наставити свој пут, слетањем у Калифорнији, 23. априла. У том лету, Б. Пикард је преко видео линка, разговарао са Бан Ки-Мун и Дорис Лојтхард, званичницима Генералне скупштине Уједињених нација, из кабине Соларни импулс 2. Додатне деонице лета су додате у САД како би Соларни импулс 2 одлетео у Финикс, Аризона, Талса (Оклахома), Дејтон, Охајо, Лехигх Валеј, Пенсилванија и Њујорк, где стиже 11. јуна 2016. године.
Б. Пикард је пилотирао авионом преко Атлантског океана; стигао је у Севиљу, Шпанија, 23. јуна 2016. године. Следећа станица био је Каиро, Египат, 13. јула, одакле се упутио ка коначној дестинацији, Абу Дабију, где се приземљио 26. јула и тако у 17 етапа комплетирао пут око света. Пут је трајао 16 месеци током којих је пређено више од 42.000 km. Ово је први пут да је нека летелица погоњена искључиво на соларни погон успела да направи пут око света.

#### Детаљна путања лета[43][57]
| Деоница | Старт                 | Полетање                            | Слетање                             | Трајање лета | Растојање | Прос. брзина | Max. висина | Пилот / Белешке  |
| ------- | --------------------- | ----------------------------------- | ----------------------------------- | ------------ | --------- | ------------ | ----------- | ---------------- |
| 1       | 9. март 03.12         | Абу Даби , УАЕ                      | Маскат, Оман                        | 13 h 1 min   | 772 km    | 59,2 km/h    | 6.383 m     | Андреу Боршхберг |
| 2       | 10. март 02.35        | Маскат, Оман                        | Ахмедабад, Индија                   | 15 h 20 mins | 1.593 km  | 103,9 km/h   | 8.874 m     | Б. Пикард        |
| 3       | 18. март 01.48        | Ахмедабад, Индија                   | Варанаси, Индија                    | 13 h 15 min  | 1.170 km  | 88,3 km/h    | 5.182 m     | Андреу Боршхберг |
| 4       | 18. март 23.52        | Варанаси, Индија                    | Мандалеј, Мјанмар                   | 13 h 29 min  | 1.536 km  | 113,9 km/h   | 8.230 m     | Б. Пикард        |
| 5       | 29. март 21.06        | Мандалеј, Мјанмар                   | Чунгкинг, Кина                      | 20 h 29 min  | 1.636 km  | 79,9 km/h    | 8.634 m     | Б. Пикард        |
| 6       | 20. април 22.06       | Чунгкинг, Кина                      | Нанкинг, Кина                       | 17 h 22 min  | 1.384 km  | 79,7 km/h    | 4.270 m     | Б. Пикард        |
| 7       | 30. мај 18.39         | Нанкинг, Кина                       | Нагоја, Јапан                       | 44 h 9 min   | 2.942 km  | 66,6 km/h    | 8.634 m     | А. Боршхберг.    |
| 8       | 28. јун 18.03         | Нагоја, Јапан                       | Барберс Појнт Хаусинг (Хаваји), САД | 117 h 52 min | 8.924 km  | 75,7 km/h    | 8.634 m     | А. Боршхберг     |
| 9       | 21. април 2016. 16.15 | Барберс Појнт Хаусинг (Хаваји), САД | Маунтин Вју (Калифорнија) САД       | 62 h 29 min  | 4.086 km  | 65,4 km/h    | 8.634 m     | Б. Пикард        |
| 10      | 2. мај 12.03          | Маунтин Вју (Калифорнија) САД       | Финикс, АЗ, САД                     | 15 h 52 min  | 1.113 km  | 70,2 km/h    | 6.706 m     | А. Боршхберг     |
| 11      | 12. мај 11.05         | Финикс, АЗ, САД                     | Талса (Оклахома), САД               | 18 h 10 min  | 1.570 km  | 86,4 km/h    | 6.706 m     | Б. Пикард        |
| 12      | 21. мај 09.22         | Талса (Оклахома), САД               | Дејтон, САД                         | 16 h 34 min  | 1.113 km  | 67,2 km/h    | 6.401 m     | А. Боршхберг     |
| 13      | 25. мај 08.02         | Дејтон, САД                         | Лехигх Валеј, САД                   | 16 h 49 min  | 1.044 km  | 62,2 km/h    | 4.572 m     | А. Боршхберг     |
| 14      | 11. јун 03.18         | Лехигх Валеј, САД                   | Њујорк, САД                         | 4 h 41 min   | 265 km    | 56,6 km/h    | 915 m       | А. Боршхберг     |
| 15      | 20. јун 06.30         | Њујорк, САД                         | Севиља, Шпанија                     | 71 h 8 min   | 6.265 km  | 88,1 km/h    | 8.534 m     | Б. Пикард        |
| 16      | 11. јул 04.20         | Севиља, Шпанија                     | Каиро , Египат                      | 48 h 50 min  | 3.745 km  | 76,7 km/h    | 8.534 m     | А. Боршхберг     |
| 17      | 23. јул 23.28         | Каиро , Египат                      | Абу Даби , УАЕ                      | 48 h 37 min  | 2.694 km  | 55,4 km/h    | 8.534 m     | Б. Пикард        |
| Укупно  |                       |                                     |                                     | 558 h 7 min  | 42.438 km | 76,0 km/h    | 8.874 m     |                  |

## Људски ресурси и кооперанти у програму
Програм, који је почео у 2003. години, ангажовао је у директно учешће 65 људи у 2009. години. Поред тога, програм је подржавало га је око педесет коопераната, истраживачких институција и малих и средњих предузећа.
- Главни партнери: Solvay, Omega и Дојче банк,
- Званични партнери: Bayer MaterialScience, Altran и Swisscom.

Просветној научној институцији фр. L'École polytechnique fédérale de Lausanne (EPFL), званични су научни консултанти, Алтран и Дасо Авиони.
Соларни импулс под покровитељством Европске комисије, од априла 2008. године.
Породица Пикард има веома богату истраживачку традицију у области авијације: капсула под притиском и први метеоролошки балон (Огист Пикард), рекорд поринутог батискафа (Јакус Пикард), а први непрекидни лет око света са балоном (Бертранд Пикард).

## Карактеристике
| ПРОТОТИПОВИ                          | ПРОТОТИПОВИ                              | ПРОТОТИПОВИ                   | ПРОТОТИПОВИ   |
| Параметри                            | Параметри                                | HB-SIA                        | HB-SIB        |
| ------------------------------------ | ---------------------------------------- | ----------------------------- | ------------- |
| Посада                               | Посада                                   | двоје                         | један         |
| Максимална маса                      | Максимална маса                          | 1.600                         | 2.300         |
| Размах крила                         | Размах крила                             | 63,40                         | 72            |
| Површина крила                       | Површина крила                           | 200                           | 269,5         |
| Виткост крила                        | Виткост крила                            | 20                            | 20            |
| Однос {\displaystyle {\frac {G}{S}}} | Однос {\displaystyle {\frac {G}{S}}}     | 8 kg/m²                       | 8,5 kg/m²     |
| Дужина                               | Дужина                                   | 21,85                         | 21,85         |
| Висина                               | Висина                                   | 6,40                          | 6,40          |
| Максимална брзина                    | Максимална брзина                        | ?                             | 140           |
| Брзина крстарења                     | Брзина крстарења                         | 70                            | 90            |
| Брзина полетања                      | Брзина полетања                          | 35                            | 35            |
| Експлоатациони плафон лета           | Експлоатациони плафон лета               | 8.500                         | 8.500         |
| Мах плафон лета                      | Мах плафон лета                          | 12.000                        | 12.000        |
| Погон                                | четири мотора                            | 4 х 7,36                      | 4 х 13        |
| Погон                                | пречника                                 | 3,5 метра                     | 3,5 метра     |
| Li-Po батерије                       | Маса                                     | 400                           | 633           |
| Li-Po батерије                       | специфични капацитет енергије            | 200 /                         | 260 /         |
| Соларне батерије                     | монокристалне фото–напонске ћелије 22,5% | 11.628 укупно 10.748 на крилу | 17.248 укупно |
| Соларне батерије                     | покривају површину                       | 200 +                         | 269,5 +       |
| Соларне батерије                     | дају снагу                               | 45 kW                         | 66 kW         |